# Dimbokro (underprefektur)
Dimbokro är en underprefektur i Elfenbenskusten. Den ligger i departementet med samma namn, i den centrala delen av landet, 60 km öster om huvudstaden Yamoussoukro.